# Риттер, Марлон
Марлон Риттер (нем. Marlon Ritter; родился 15 октября 1994 года, Эссен, Германия) — немецкий футболист, нападающий клуба «Кайзерслаутерн».

## Клубная карьера
Риттер — воспитанник клубов «Рот-Вайсс» и гладбахской «Боруссии». В 2012 году для получения игровой практики Марлон начал выступать за дублирующий состав последнего. В 2016 году он забил 23 мяча и стал лучшим бомбардиром Региональной лиги Германии. Летом 2016 года Риттер перешёл в дюссельдорфскую «Фортуну». 6 августа в матче против «Зандхаузена» он дебютировал во Второй Бундеслиге. Летом 2017 года Риттер был арендован клубом «Падерборн 07». 25 августа в матче против «Меппена» он дебютировал в Третьей лиге Германии. 9 сентября в поединке против «Вюрцбургер Киккерс» Марлон забил свой первый гол за «Падерборн 07». По итогам сезона Риттер забил 12 мячей и помог клубу выйти в более высокий дивизион. Летом 2018 года Марлон подписал полноценный контракт с клубом. В 2019 году он помог «Падерборну 07» выйти в элиту.